# Бухуны (Шишацкий район)
Бухуны (укр. Бухуни) — село,
Яреськовский сельский совет,
Шишацкий район,
Полтавская область,
Украина.
Код КОАТУУ — 5325786002. Население по переписи 2001 года составляло 313 человек.

## Географическое положение
Село Бухуны находится на расстоянии в 3 км от сёл Великая Бузова, Сосновка и Гончары.
По селу протекает пересыхающий ручей с запрудой.

## Экономика
- Молочно-товарная ферма.